# Црвено, жолто, зелено
„Црвено, жолто, зелено” је југословенска телевизијска серија снимљена 1982. године у продукцији ТВ Скопље.

## Улоге
| Глумац                   | Улога |
| ------------------------ | ----- |
| Владимир Дади Ангеловски |       |
| Димче Мешковски          |       |
| Емил Рубен               |       |
| Петар Стојковски         |       |
| Владимир Талевски        |       |
| Рубенс Муратовски        |       |

Комплетна ТВ екипа ▼
| Редитељ    | Димитар Христов  |
| Сценариста | Томе Богдановски |